# Kaspar Kokk
Kaspar Kokk (* 3. August 1982 in Tartu) ist ein ehemaliger estnischer Skilangläufer.

## Leben und Karriere
Nach eher mäßigem Erfolg bei den Juniorenweltmeisterschaften 2001 in Karpacz, wo sein bestes Resultat der 29. Platz über 10 Kilometer klassisch war, wurde Kokk für den Weltcup im heimischen Otepää nominiert, der ebenfalls über 10 Kilometer klassisch ausgetragen wurde. Der 18-jährige Sportler erreichte jedoch nur den 59. Platz von 65. Sportlern. Sein bestes Resultat bei Juniorenweltmeisterschaften erreichte Kokk 2002 in Schonach. Als bester estnischer Starter wurde er 22. über 10 Kilometer Freistil. In den folgenden zwei Jahren startete er vorwiegend im Continentalcup bzw. bei kleineren FIS-Rennen. Bei der Universiade 2003 in Tarvisio belegte er beim Sieg des Russen Nikolai Pankratow über 10 Kilometer Freistil den elften Platz.
Im Januar 2005 erkämpfte sich Kokk mit Platz 15 über 10 Kilometer klassisch beim Heimweltcup in Otepää nicht nur seine ersten Weltcuppunkte, sondern auch das Ticket für die Nordischen Skiweltmeisterschaften 2005 in Oberstdorf. Als einziger estnischer Starter über 15 Kilometer Freistil belegte er den 65. Platz von 121 Athleten. Ab der darauffolgenden Saison wurde er nun regelmäßig im Weltcup eingesetzt. Der 16. Platz im Verfolgungswettbewerb beim Weltcup in Oberstdorf sicherte ihm die Teilnahme bei den Olympischen Winterspielen 2006 in Turin. Auch dort erzielte er im Verfolgungswettkampf mit Platz 19 einen beachtlichen Erfolg. Über 15 Kilometer Freistil wurde er beim Sieg seines Landmanns Andrus Veerpalu 35 und mit der estnischen Staffel Achter. Nach eher schlechten Resultaten – weit außerhalb der Weltcuppunkte – in der Saison 2006/07, überraschte Kokk bei den Nordischen Skiweltmeisterschaften 2007 in Sapporo. Beim Massenstartwettbewerb über 50 Kilometer klassisch wurde er unerwartet Elfter. Und auch im Verfolgungswettbewerb bzw. über 15 Kilometer Freistil erreichte er mit den Plätzen 29 und 28 bessere Resultate als zuvor im Weltcup. Sein bestes Resultat in der Saison 2007/08 war der 27. über 15 Kilometer klassisch beim Heimweltcup in Otepää. Obwohl er auch in der Saison 2008/09 nur im russischen Rybinsk Weltcuppunkte erkämpfen konnte, wurde er für die Nordischen Skiweltmeisterschaften 2009 in Liberec nominiert. Den Verfolgungswettbewerb gab er jedoch noch während der klassischen Teilstrecke auf. Mit der estnischen Staffel belegte er den achten Platz. Kokk nahem an der Tour de Ski 2009/2010 teil, konnte aber krankheitsbedingt nicht zur letzten Etappe antreten. In Abwesenheit der Weltelite gelang ihm beim Weltcup im heimischen Otepää mit Platz 17 die beste Platzierung in der Saison 2009/10. Dies sicherte ihm die Teilnahme an den Olympischen Spielen 2010 in Vancouver. Dort erhielt er zunächst wegen erhöhter Hämoglobinwerte eine Schutzsperre. Danach belegte er im Verfolgungsrennen den 42. Platz. Als Startläufer der estnischen Staffel verlor er aufgrund von Materialproblemen frühzeitig den Anschluss und übergab an letzter Stelle mit 3 Minuten Rückstand an Aivar Rehemaa. Die estnische Staffel belegte am Ende den 14. und somit letzten Platz. Mit einem 19. Platz im Verfolgungswettbewerb in Rybinsk sicherte er sich in der Saison 2010/11 eine Start bei den Nordischen Skiweltmeisterschaften 2011 in Oslo. Bei seinem einzigen Einsatz, dem Verfolgungswettbewerb, musste er vorzeitig das Rennen aufgeben. Im Sommer 2011 gab Kokk bekannt, eine Auszeit vom Leistungssport zu nehmen. Seitdem arbeitet er unter anderem als Trainer der Amateurmannschaft des estnischen Radsportteams Peloton, dessen Profimannschaft vom ehemaligen estnischen Radprofi Andrus Aug geleitet wird.